# Brasil Novo
Brasil Novo là một đô thị thuộc bang Pará, Brasil. Đô thị này có diện tích 6368,246 km², dân số năm 2007 là 18756 người, mật độ 2,95 người/km².